# 東京ミカエル
『東京ミカエル』（とうきょうミカエル）は、原作：大塚英志、作画：堤芳貞による日本の漫画。1993年に角川書店の『月刊コミックコンプ』、メディアワークスの『月刊電撃コミックガオ!』で連載されて一旦終了し、2000年に角川書店の『ミステリーDX』に完結編が連載された。

## 概要
17歳の少年たちが巨大な壁に囲まれ封鎖された東京に閉じ込められ、定期的に彼らを「間引き」しにやって来る大人たちから逃れる戦争を強いられるという物語。
『月刊コミックコンプ』（角川書店）1993年1月号、『月刊電撃コミックガオ!』1993年2月号から1993年10月号で連載されたが単行本化されず、7年後に『ミステリーDX』（角川書店）2000年8月号～2000年10月号に完結編が連載され、ニュータイプ100%コミックスのレーベルで単行本化された。単行本は全2巻（上下巻）。
「封鎖された空間に閉じ込められた少年少女たちが疑似的な社会を作り始める」という本作の基本設定は大江健三郎の小説『芽むしり仔撃ち』が元ネタである。また、「17歳」という年齢設定は同じく大江健三郎の小説『セヴンティーン』が元ネタである。

## あらすじ
巨大な壁に囲まれ脱出不可能な東京。そこで少年少女は17歳になると記憶を消されて目覚める。彼らは「ティーチャー（教師）」を名乗る軍隊によって定期的に「間引き」され、18歳になるまで生き延びれば東京から解放される。そして今、大江朔17歳が目覚める。

## 登場人物
大江朔（おおえ さく）
主人公。中学生の時に、教師によって校門で圧死させられた女子学生の仇を取るために、教師を射殺したという過去を持っている。
そのため他の17歳達から一目置かれているが、本人はその事を覚えていない。
三島由紀（みしま ゆき）
目覚めたばかりの朔を迎えに来た少女。ホテル「サリンジャー」で仲間を集めて生活している。
朔が起こした事件について知っており、朔が自分達の仲間になることを誘う。
中上玄（なかがみ げん）
由紀の仲間の一人。ティーチャー達と積極的に戦おうとしており、ナイフの扱いがうまい。
ミヤコ
由紀の仲間の一人で、中上玄の恋人。18歳の誕生日の前日にティーチャーに銃殺される。
在義一（ざい ぎいち）
17歳の一人で、元爆弾魔。あだ名はギー。東京に遠隔操作できる100個の爆弾を仕掛けた。
ギーの爆弾は17歳がティーチャーと戦える数少ない武器の一つ。
リカ
17歳の一人。カラオケボックスで暮らしている。
江藤純（えとう じゅん）
新宿のボス。17歳の一人。朔が14歳の時の恋人。
無人になったヤクザの事務所に放置された拳銃を使って、仲間と共にティーチャーと積極的に戦っている。
伊丹赤（いたみ せき）
ティーチャーの一人。18歳。朔の過去について知っている。
17歳達を積極的に殺しているが、数が多すぎるため上司に睨まれている。
シャムロック
ティーチャーの一人の中年男性。17歳達を殺す数が少なすぎるために上司に睨まれ、また17歳達を殺す方法が一瞬で殺せる銃殺ではなく、相手に死を意識させるための絞殺のため、非人道的だと婦人団体からクレームがきている。
大江公彦（おおえ きみひこ）
幼女連続誘拐殺人犯。物語の舞台となる東京では記憶を消された死刑囚達がボランティアとして東京内の清掃を担当しており、大江公彦もその一人だった。
しかし、かつて自分が殺しそこねた三島由紀を目撃した事で記憶が戻り、由紀が大人になる前（18歳になる前）に殺そうとする。

## 他の作品との関係
漫画『多重人格探偵サイコ』（田島昭宇画）、『JAPAN』（伊藤真美画）、小説『夏の教室』と世界観が繋がっている。
大江公彦は『多重人格探偵サイコ（漫画版、小説版、戯曲版）』、小説『冬の教室』、白倉由美のオリジナル作品である漫画『懐かしい年への手紙』にも登場している。